# Jeu de massacre
Jeu de massacre est un film français réalisé par Alain Jessua en 1967.

## Synopsis
Bob Neuman, jeune suisse mythomane, invite à son domicile un auteur de bandes dessinées dont il admire l'œuvre, Pierre Meyrand, et son épouse Jacqueline. L'artiste profite de cette rencontre pour imaginer un nouveau personnage totalement inspiré de son hôte, mais ce dernier suit le scénario de la bande dessinée de son invité dans sa propre vie.

## Fiche technique
- Titre : Jeu de massacre
- Réalisation : Alain Jessua
- Scénario : Alain Jessua
- Photographie : Jacques Robin
- Compositeur : Jacques Loussier
- Caméraman : Claude Zidi
- Format : couleur, 35 mm
- Pays d'origine : France
- Genre : comédie dramatique
- Durée : 94 minutes
- Production :  28 Avril 1967

## Distribution
- Jean-Pierre Cassel : Pierre Meyrand
- Michel Duchaussoy : Bob Neuman
- Claudine Auger : Jacqueline
- Éléonore Hirt : Genevieve Neuman
- Nancy Holloway : Nancy
- Régine
- Anna Gaylor : Lisbeth
- Jean Dewever
- Guy Saint-Jean
- Alain Belmondo : un policier